# Slaget ved Lyndanisse
Slaget ved Lyndanisse, også kaldet Volmerslaget, var et slag under de nordiske korstog, hvor Dannebrog ifølge legenden faldt fra himlen. Slaget fandt sted lørdag den 15. juni 1219 ved Lyndanisse (i dag Tallinn) i Estland.
Ryd Klosters årbog (skrevet i sidste halvdel af 1200-tallet) oplyser for dette år:
"Efter at have samlet en meget stor hær drog kong Valdemar mod Estland med et tusinde fem hundrede langskibe, og efter mange slag omvendte han hele dette land til kristendommen og underlagde det Danmark, som det endnu er."
Flåden nåede Estlands nordlige provins Revele i begyndelsen af juni måned. Med i flåden var, udover kongen, ærkebiskop Anders Sunesen fra Lund, Roskilde-bispen Peder Jacobsen og biskop Theoderik af Estland. I hæren var også flere af kongens vasaller: Tyskere under grev Albert og vendere under Vitslav den 1. af Rügen.
Ifølge Henrik af Livlands krønike kapitel XXIII 2 slog korsfarerne sig ned ved Lyndanisse og begyndte at opføre en borg, "castrum danorum", på estisk Taani-linn (senere Tallinn), danskerborgen. Under byggeriet kom flere estiske forhandlere på besøg for at trække tiden ud, mens de samlede en hær.
Hen under aftenen 15. juni 1219 angreb esterne, netop som danskerne og deres allierede havde spist dagens sidste måltid. Angrebet skete fra 5 sider og der udbrød hurtigt panik blandt korsfarerne, der flygtede til alle sider. Biskop Theoderik blev dræbt af estere, der troede han var kongen. Alt tegnede til et katastrofalt nederlag for korsfarerne.
Imidlertid var venderne ikke blevet opdaget af den estiske angrebsstyrke. Vitslav gennemførte et hurtigt modangreb, der standsede den estiske fremtrængen. Dette gav de øvrige korsfarere tid til at samle sig og omgruppere, hvorefter man i fællesskab havde held til at drive den estiske hær på vild flugt. Danskerne takkede Gud for sejren og byggede borgen færdig. Biskop Theodorics kapellan Wescelin blev tilbage i Estland sammen med kongens mænd for at endegyldigt overvinde esterne.

## Myten om Dannebrogs fald
Ifølge en meget populær myte faldt det danske flag Dannebrog ned fra himlen under Volmerslaget ved Lyndanisse i 1219, og samtidig hørte man en stemme, der forkyndte, at når denne fane blev løftet, ville danskerne vinde. Myten minder om en række andre fortællinger fra andre lande, der omhandler mirakler og tegn fra himlen. Således fortæller et sagn om den romerske kejser Konstantin den Store, at han i en åbenbaring så korsets tegn på himlen og hørte en røst sige ordene In hoc signo vinces ("I dette tegn skal du sejre") før et afgørende slag mod en rival i 312.
De tidligst kendte dokumenterede beretninger om den danske Dannebrogsmyte er fra starten af 1500-tallet af henholdsvis teologen og forfatteren Christiern Pedersen, der i 1520'erne skrev en Danmarkskrønike, og munken Peder Olsen (Petrus Olai) fra Gråbrødreklostret i Roskilde. Begge byggede tilsyneladende på den samme, nu ukendte kilde, der imidlertid stedfæstede miraklet til et slag ved byen Fellin (Viljandi i det nuværende Estland) i 1208 i forbindelse med et ellers ukendt dansk korstog til Livland i dette år. Peder Olsen mente imidlertid, at årstallet og stedet var en misforståelse og i stedet måtte referere til slaget ved Lyndanisse i 1219, og senere historikere har fulgt denne tradition og knyttet myten til Volmerslaget.

## Valdemarsdag
I 1912 blev den 15. juni gjort til en officiel mindedag med navnet Valdemarsdag for at mindes slaget og Dannebrogs fald fra himlen. På denne dag har foreningen Danmarks-Samfundet, der blev stiftet fire år tidligere, traditionelt solgt små Dannebrogsflag for derved at finansiere flaggaver til foreninger. Dagen var skolefridag indtil 1948.